# Joe Smith Jr
Joe Smith Jr. (født 20. september 1989 i Long Island, New York, U.S.) er en amerikansk professionel bokser, der var indehaver af den regionale WBC Internationale letsværvægtstitel fra 2016 til 2017. Han blev fremtrædende i 2016 ved at score en overraskende sejr over Andrzej Fonfara og senere ved at blive den første bokser til at score en teknisk knockout sejr over tidligere den verdensmester Bernard Hopkins, som trak sig tilbage efter deres kamp.
Han har udover dette besejret bemærkelsesværdige navne som Will Rosinsky og Otis Griffin og tabt til Sullivan Barrera.